# Renaissance écossaise
La Renaissance écossaise est un mouvement artistique, principalement littéraire, qui s'est développé en Écosse entre la fin du XIXe siècle et le milieu du XXe siècle et peut être considéré comme la version écossaise du modernisme. Les artistes et écrivains inspirés par ce mouvement ont fait preuve d'un intérêt commun dans la philosophie contemporaine et la technologie, auxquelles ont été intégrés des éléments de la mythologie écossaise et des croyances populaires traditionnelles, ainsi qu'une préoccupation envers les langues déclinantes de l'Écosse, le gaélique écossais et le scots.
La Renaissance écossaise a été mise en parallèle avec d'autres mouvements de la même époque, dans d'autres pays, comme le Celtic revival en Irlande, la Renaissance de Harlem aux États-Unis, la Renaissance bengali en Inde et le mouvement Jindyworobak en Australie.